# 拉沙佩勒苏沙内阿克
拉沙佩勒-苏沙内阿克（法語：Lachapelle-sous-Chanéac，法語發音：[laʃapɛl su ʃaneak]，意为“沙内阿克下方的拉沙佩勒”）是法国阿尔代什省的一个市镇，属于罗讷河畔图尔农区。

## 地理
拉沙佩勒-苏沙内阿克（44°56'51"N, 4°19'51"E）面积8.94 平方千米，位于法国奥弗涅-罗讷-阿尔卑斯大区阿尔代什省，该省份为法国东南部内陆省份，北起顺时针与卢瓦尔省、伊泽尔省、德龙省、沃克吕兹省、加尔省、洛泽尔省和上盧瓦爾省接壤。
与拉沙佩勒-苏沙内阿克接壤的市镇（或旧市镇、城区）包括：沙内阿克、圣克莱芒、圣于连丹特尔。
拉沙佩勒-苏沙内阿克的时区为UTC+01:00、UTC+02:00（夏令时）。

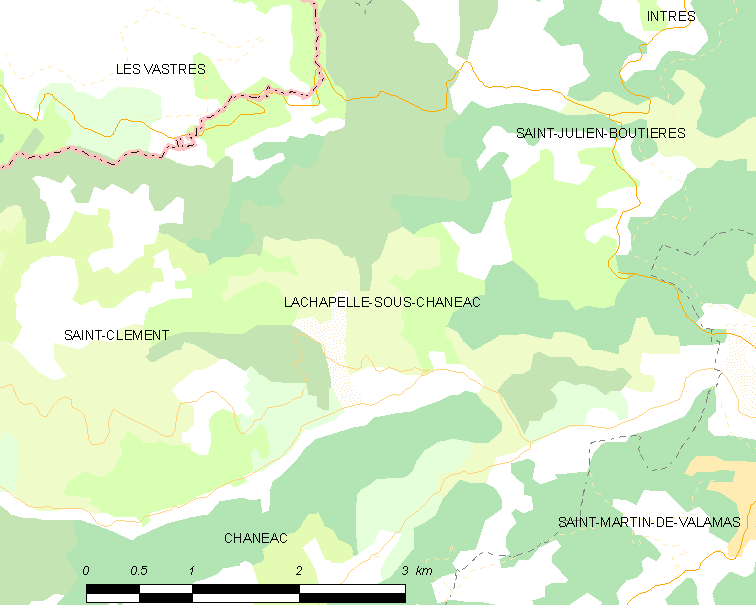
拉沙佩勒-苏沙内阿克的OSM定位图

## 行政
拉沙佩勒-苏沙内阿克的邮政编码为07310，INSEE市镇编码为07123。

## 政治
拉沙佩勒-苏沙内阿克所属的省级选区为上埃里约县。

## 人口

1962-2008年间拉沙佩勒-苏沙内阿克人口变化图示

拉沙佩勒-苏沙内阿克于2022年1月1日时的人口数量为159人。